# Borovnice, Rychnov nad Kněžnou
Borovnice là một làng thuộc huyện Rychnov nad Kněžnou, vùng Královéhradecký, Cộng hòa Séc.